# Melinoides glomeraria
Melinoides glomeraria là một loài bướm đêm trong họ Geometridae.